# 사운드 노벨
사운드 노벨(Sound Novel)은 어드벤처 게임의 일종으로, 일본의 게임 회사인 춘소프트의 등록상표이다. 제1작인 오토기리소우(弟切草, 제절초)가 발매되기 전까지의 어드벤처 게임과 달리 소설을 모티브로 하고 있기 때문에 화면 하단의 네모칸 메시지 윈도가 나오는 대신 전체 화면에 텍스트가 표시되는 것이 특징이다. 비디오 게임이라는 특성을 살려 효과음(SE), BGM, 영상효과 등을 효율좋게 사용한다.

## 개요
사운드 노벨은 TV화면의 배경 영상과 사운드가 함께 (플레이어에게) 전달되는 동시에 표시되는 문장을 읽으며 선택지를 고르는 것이다. 이야기의 전개에 따라 플레이어가 행동을 선택할 수 있다. 게임북의 형태에 아주 가까우며, "게임북을 컴퓨터게임화한 것"이라는 것도 틀린 말은 아니나, '사운드 노벨'이라는 명칭대로 책에서는 불가능한 '소리' 및 '배경 영상의 움직임' 같은 연출을 효과적으로 사용함에 따라 플레이어에게 현장감, 긴장감을 가져다 준다. 그런 특징으로 인하여 호러/서스펜스에서 이 장르는 시작되었으며, 그런 장르에 특히 어울린다 할 수 있다. 
플레이어의 선택은 곧바로 영향을 나타내진 않으며, 한참 후의 전개에 영향을 주거나 한다. 그렇기에 플레이어는 어떤 선택이 잘못되어 이야기가 꼬이게 되었는지 알 수 없는 경우가 있으며, 특정한 선택지를 이어서 고르는 것에 따라 특수한 루트로 빠지는 경우도 있다. 또, 클리어 횟수나 이미 본 스토리의 진행 상황에 따라 출현하는 선택지가 늘어나거나 바뀌기도 하는, 이전의 어드벤처 게임에서는 그다지 볼 수 없었던 특징도 가지고 있다(카마이타치의 밤이 좋은 예가 될 수 있다).

## 사운드 노벨 이외의 노벨 형식의 어드벤처 게임
'오토기리소우'(1992), '카마이타치의 밤'(1994)의 대히트를 계기로 타 회사에서도 사운드 노벨 풍의 게임이 발매되었다. '사운드 노벨'이라는 단어는 법적으로 보호되는 춘 소프트의 상표명이기 때문에 타 회사에서는 '사운드 노벨'이라는 이름을 쓸 수 없으나, 일반 유저는 그와 비슷한 게임을 포함해 이것들은 '사운드 노벨'이라는 장르의 게임이라고 하는 인식을 지닌다. 이 형식의 게임 중 성인용 게임에서 상표명이 아닌 '비주얼 노벨'이라는 호칭을 쓰기도 한다.

## 사운드 노벨 작품 목록
- 1992년 3월 7일 오토기리소우(弟切草, 제절초) - 슈퍼 패미컴, 플레이스테이션
- 1994년 11월 25일 카마이타치의 밤 - 슈퍼 패미컴 (이후 플레이스테이션, PC, 게임보이 어드밴스)
- 1998년 1월 22일 거리 - 세가 새턴, 플레이스테이션(거리~운명의 교차점~), PSP(거리~운명의 교차점~ 특별판)
- 2002년 7월 18일 카마이타치의 밤 2 감옥도(島)의 동요 - 플레이스테이션 2
- 2006년 7월 27일 카마이타치의 밤X3 미카즈키도(島) 사건의 진상 - 플레이스테이션 2
- 2007년 10월 25일 기화기초 - 플레이스테이션 3

## 같이 보기
- 오토기리소우
- 카마이타치의 밤
- 쓰르라미 울 적에